# Анхольт (Нидерланды)
Анхольт (нидерл. Anholt) — небольшая деревушка в провинции Дренте на северо-востоке Нидерландов.
В настоящее время деревня Анхольт, является составной частью общины Де-Волден примерно в двух километрах к западу от Пессе.
В соответствии с описанием которое сделал в XIX века голландский историк Абрахам Яков ван дер Аа, это было поселение с населением около двух десятков человек, которое также называли «Анхальт» («Anhalt»).